# Alexandre Duval
Alexandre Duval (ursprungligen Alexandre-Vincent Pineux), född 6 april 1767, död 9 januari 1842, var en fransk dramatiker.
Duval deltog ett par år i amerikanska frihetskriget, verkade som ingenjör, arkitekt, från 1790 som skådespelare och från 1808 som teaterdirektör. Han blev 1812 medlem av Franska Akademien och var från 1831 föreståndare för arsenalbiblioteket i Paris. Duval skrev en rad teaterstycken, bland annat Le tyran domestique (1805, Den elake husbonden 1811), La jeunesse de Henri V (1806, Henrik V:s ungdomsår, 1810) och texten till Étienne-Nicolas Méhuls opera Joseph (1807, Josef i Egypten 1856). Duval var en ivrig motståndare till den romantiska skolan, som han bekämpade bland annat i De la littérature romantique (1833). Hans Oeuvres utgavs 1822–1825 (9 band).